# Phyllopodopsyllus wellsi
Phyllopodopsyllus wellsi is een eenoogkreeftjessoort uit de familie van de Tetragonicipitidae. De wetenschappelijke naam van de soort is voor het eerst geldig gepubliceerd in 2001 door Karanovic, Pesce & Humphreys.